# 0G
『0G』（ゼロジー）は、日本の音楽ユニットTWO-MIXの7枚目のオリジナルアルバムで、2001年10月11日に発売された。

## 概要
前作の『RHYTHM FORMULA』から約2年ぶりのオリジナルアルバム。
本作をもって、ワーナーミュージック・ジャパン発売された最後のオリジナルアルバムとなり、2018年時点では『0G』以降、TWO-MIXのオリジナルアルバムはリリースされていない。

## 収録曲
| 全作詞: 永野椎菜、全作曲: 高山みなみ、全編曲: TWO-MIX。 |                                           |          |            |      |
| #                                                       | タイトル                                  | 作詞     | 作曲・編曲 | 時間 |
| 1.                                                      | 「DISCHARGE」                             | 永野椎菜 | 高山みなみ | 5:56 |
| 2.                                                      | 「LA VIE EN ROSE」                        | 永野椎菜 | 高山みなみ | 5:04 |
| 3.                                                      | 「GRAVITY ZERO」                          | 永野椎菜 | 高山みなみ | 5:48 |
| 4.                                                      | 「NE!! 〜RUN LOVE RUN〜」                 | 永野椎菜 | 高山みなみ | 5:09 |
| 5.                                                      | 「GOIN' MY WAY」                          | 永野椎菜 | 高山みなみ | 4:14 |
| 6.                                                      | 「PARADISE GIRL!!」                       | 永野椎菜 | 高山みなみ | 4:54 |
| 7.                                                      | 「SEPARATE CARNIVAL」                     | 永野椎菜 | 高山みなみ | 6:16 |
| 8.                                                      | 「HOLY NIGHT DESTINY 〜BOY MEETS GIRL〜」 | 永野椎菜 | 高山みなみ | 5:18 |
| 9.                                                      | 「FOREVER」                               | 永野椎菜 | 高山みなみ | 6:38 |
| 10.                                                     | 「INTO THE WIND」                         | 永野椎菜 | 高山みなみ | 5:20 |
| 11.                                                     | 「DISCHARGE NEXT」(Secret Track)          | 永野椎菜 | 高山みなみ | 5:59 |
| 合計時間:                                               | 合計時間:                                 | 60:36    |            |      |

## 曲解説
1. DISCHARGE
2. LA VIE EN ROSE
  - 元々は、シングルの候補曲として制作された[3]。
  - アルバム発売に先駆けて、当時TWO-MIXの所属事務所だったLittle Stationのホームページで公開された[3][4]。
3. GRAVITY ZERO
  - 先行シングル。
  - シングルバージョンよりフェードアウト部分が長くなり音も増えている。
4. NE!! 〜RUN LOVE RUN〜
  - 「GRAVITY ZERO」のc/w曲。
5. GOIN' MY WAY
6. PARADISE GIRL!!
7. SEPARATE CARNIVAL
8. HOLY NIGHT DESTINY 〜BOY MEETS GIRL〜
9. FOREVER
10. INTO THE WIND
  - 「GRAVITY ZERO」のc/w曲。
  - 「INTO THE WIND」終了から約3分後にSecret Trackが続けて再生される。
11. DISCHARGE NEXT (Secret Track)

## リリース履歴
| No. | 日付           | レーベル                                   | 規格 | 規格品番   | 最高順位 | 備考       |
| --- | -------------- | ------------------------------------------ | ---- | ---------- | -------- | ---------- |
| 1   | 2001年10月11日 | ワーナーミュージック・ジャパン / WEA Japan | CD   | WPC7-10117 | 24位     | HDCD仕様。 |